# Xiphidiola pulchra
Xiphidiola pulchra is een rechtvleugelig insect uit de familie sabelsprinkhanen (Tettigoniidae). De wetenschappelijke naam van deze soort is voor het eerst geldig gepubliceerd in 1967 door Beier.